# Gustavo Valderrama Calvo
Gustavo Alfredo Valderrama Calvo (Curicó, 10 de agosto de 1945), es un abogado y político chileno. 
Fue exalcalde y concejal por San Fernando, de Nancagua y Core.

## Primeros años de vida
Es hijo de Juan Óscar Valderrama Espinosa y de Lina Lola Lila Calvo Augier. Estudió derecho en la Pontificia Universidad Católica de Chile, titulándose de dicha carrera.
Se encuentra casado con María Patricia Silva Bouchon y tienen hijos.

## Vida pública
Fue alcalde designado, primeramente, para Nancagua desde el 1 de febrero de 1983 hasta el 30 de agosto de 1984. Después desde el 1 de septiembre del mismo año, por San Fernando hasta las elecciones municipales de 1992, ambas ciudades en la Región del Libertador General Bernardo O'Higgins.
Postuló en el 2012, para ser nuevamente alcalde de San Fernando, sin resultar electo. Por la renuncia del Consejero Regional de O'Higgins Mauricio Donoso Arellano, y ser el segundo más votado en la misma lista de las elecciones del 2013, le correspondió asumir como Core, desde el 28 de noviembre de 2016 hasta el 11 de marzo de 2018 complementando el período.
En 2019, fue elegido Ciudadano Ilustre de San Fernando.